# Guido IV da Correggio

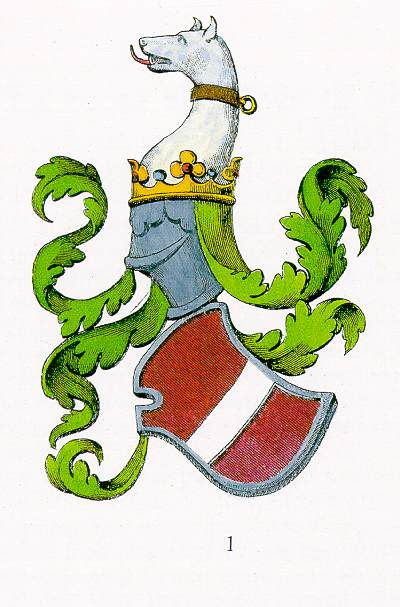
Antico stemma Da Correggio

Guido IV da Correggio (... – 1345) è stato un politico e condottiero italiano, signore di Correggio.

## Biografia
Figlio di Giberto III da Correggio, militò nel 1328 con Cangrande I della Scala nella conquista di Padova e nel 1331 venne eletto podestà di Verona. Per il successore di Cangrande, Mastino II della Scala, nel 1335 andò alla conquista di Parma, venendo eletto vicario di quella città. Per gli Scaligeri andò in difesa di Brescia, ma fu cacciato. Nel 1341, con l'aiuto del fratello Azzo, cercò di togliere Parma dal dominio scaligero per poterla consegnare ai Visconti. Il piano fallì a causa di un dissidio tra i fratelli e Guido andò ad occupare Brescello.
Morì nel 1345.

## Discendenza
Guido sposò Guidaccia della Palù ed ebbero quattro figli:
- Giberto (?-1373)
- Antonia, sposò Feltrino Gonzaga
- Azzo (?-1379 circa), sposò Luigia Gonzaga
- Beatrice, sposò Marsilio da Carrara

## Ascendenza
|                          |   |                     | Genitori |  |  | Nonni |  |  | Bisnonni                |  |  | Trisnonni              |  |
|                          |   |                     |          |  |  |       |  |  | Gherardo V da Correggio |  |  | Giberto I da Correggio |  |
|                          |   |                     |          |  |  |       |  |  | Gherardo V da Correggio |  |  | Giberto I da Correggio |  |
|                          |   | …                   |          |  |  |       |  |  | Gherardo V da Correggio |  |  |                        |  |
| Guido II da Correggio    |   |                     |          |  |  |       |  |  | Gherardo V da Correggio |  |  |                        |  |
|                          |   | Adelasia Rossi      | …        |  |  |       |  |  |                         |  |  |                        |  |
|                          |   | Adelasia Rossi      | …        |  |  |       |  |  |                         |  |  |                        |  |
|                          |   | Adelasia Rossi      | …        |  |  |       |  |  |                         |  |  |                        |  |
| Giberto III da Correggio |   | Adelasia Rossi      |          |  |  |       |  |  |                         |  |  |                        |  |
|                          |   | Giberto della Gente | …        |  |  |       |  |  |                         |  |  |                        |  |
|                          |   | Giberto della Gente | …        |  |  |       |  |  |                         |  |  |                        |  |
|                          |   | Giberto della Gente | …        |  |  |       |  |  |                         |  |  |                        |  |
| Mabilia della Gente      |   | Giberto della Gente |          |  |  |       |  |  |                         |  |  |                        |  |
|                          |   | …                   | …        |  |  |       |  |  |                         |  |  |                        |  |
|                          |   | …                   | …        |  |  |       |  |  |                         |  |  |                        |  |
|                          |   | …                   | …        |  |  |       |  |  |                         |  |  |                        |  |
| Guido IV da Correggio    |   | …                   |          |  |  |       |  |  |                         |  |  |                        |  |
|                          | … | …                   |          |  |  |       |  |  |                         |  |  |                        |  |
|                          | … | …                   |          |  |  |       |  |  |                         |  |  |                        |  |
|                          | … | …                   |          |  |  |       |  |  |                         |  |  |                        |  |
| …                        | … |                     |          |  |  |       |  |  |                         |  |  |                        |  |
|                          |   | …                   | …        |  |  |       |  |  |                         |  |  |                        |  |
|                          |   | …                   | …        |  |  |       |  |  |                         |  |  |                        |  |
|                          |   | …                   | …        |  |  |       |  |  |                         |  |  |                        |  |
| …                        |   | …                   |          |  |  |       |  |  |                         |  |  |                        |  |
|                          |   | …                   | …        |  |  |       |  |  |                         |  |  |                        |  |
|                          |   | …                   | …        |  |  |       |  |  |                         |  |  |                        |  |
|                          |   | …                   | …        |  |  |       |  |  |                         |  |  |                        |  |
| …                        |   | …                   |          |  |  |       |  |  |                         |  |  |                        |  |
|                          |   | …                   | …        |  |  |       |  |  |                         |  |  |                        |  |
|                          |   | …                   | …        |  |  |       |  |  |                         |  |  |                        |  |
|                          |   | …                   | …        |  |  |       |  |  |                         |  |  |                        |  |
|                          |   | …                   |          |  |  |       |  |  |                         |  |  |                        |  |